# Hotel (Roman)
Hotel ist ein Roman aus dem Jahr 1965 von Arthur Hailey. Der Roman handelt von einem unabhängigen Hotel in New Orleans, dem St. Gregory, und den Bemühungen des Managements, es nach einer Zeit von Misswirtschaft wieder profitabel zu machen und gleichzeitig die feindliche Übernahme durch die O’Keefe Hotelkette zu vermeiden.
Die deutschsprachige Ausgabe erschien in der Übersetzung von Renate Steinbach ebenfalls 1965 bei Ullstein. Der Roman wurde 1967 als Spielfilm und von 1983 bis 1988 in Form einer Fernsehserie verfilmt.

## Handlung
Zentrale Figur der Handlung ist Peter McDermott, der stellvertretende Manager, der zwar noch jung ist, aber trotzdem eine anrüchige Vergangenheit aufweist und nun versucht, wieder Fuß zu fassen. Er ist darum bemüht, zahlreiche Probleme in dem Hotel zu lösen, was ihm insbesondere vom Hoteleigentümer, der an der Rassentrennung festhält, nicht einfach gemacht wird. Verschiedene Hotelangestellte sind korrupt, der Eigentümer will diese aber nicht entlassen, da diese schon lange dort tätig sind und er ihnen fälschlicherweise Vertrauen schenkt. Das Hotel ist finanziell belastet, eine hohe Zahlung ist fällig, die der Eigentümer nicht aufbringen kann, sodass er eigentlich das Hotel verkaufen müsste. Der Eigentümer der O’Keefe-Hotelkette  möchte das Hotel gerne seinem Konzern einverleiben. Der Herzog und die Herzogin von Croydon logieren in der Präsidentensuite, der Herzog hat einen tödlichen Verkehrsunfall mit Fahrerflucht verschuldet. Im Hotel geht ein Hoteldieb um, Söhne angesehener Bürger veranstalten eine wilde Party, bei der es zu einem Vergewaltigungsversuch kommt. Die Romanhandlung erstreckt sich von Montag bis Freitag über fünf Tage und umfasst mehrere Handlungsstränge, die sich durch den Roman ziehen. Auf dem Höhepunkt der Handlung stürzt auch ein Aufzug ab, wobei es zu Toten und Verletzten kommt.

## Buchnachweis
Arthur Hailey, Hotel, Ullstein-Verlag Frankfurt 1966, ISBN 3-548-02841-1